# Porterville (Kalifornija)
Porterville je grad u američkoj saveznoj državi Kalifornija. Prema popisu stanovništva iz 2010. u njemu je živjelo 54.165 stanovnika.